# Piromis translucida
Piromis translucida är en insektsart som först beskrevs av Xavier Montrouzier 1861.  Piromis translucida ingår i släktet Piromis och familjen Ricaniidae. Inga underarter finns listade i Catalogue of Life.